# Live at Brixton Academy (album de Good Charlotte)
Pour les articles homonymes, voir Live at Brixton Academy.
Albums de Good Charlotte
The Young and the Hopeless The Chronicles of Life and Death
Live at Brixton Academy est un DVD live du groupe de Pop punk américain Good Charlotte. Sorti en 2004, il a été enregistré les 16 et 17 décembre 2003 à la Brixton Academy de Londres.

## Line-up
- Joel Madden : chant
- Benji Madden : guitare et chœurs
- Billy Martin : guitare et chœurs
- Paul Thomas : basse et chœurs
- Chris Wilson : batterie

## Liste des titres du concert
1. A New Beginnin' (intro instrumentale)
2. The Anthem
3. Festival Song
4. Riot Girl
5. Wonderin'
6. Girls & Boys
7. My Bloody Valentine
8. Hold On
9. The Story Of My Old Man
10. I Heard You
11. Movin'On
12. Emotionless
13. The Day That I Die
14. The Young & The Hopeless
15. Lifestyle Of The Rich & Famous